# 씹는 칫솔

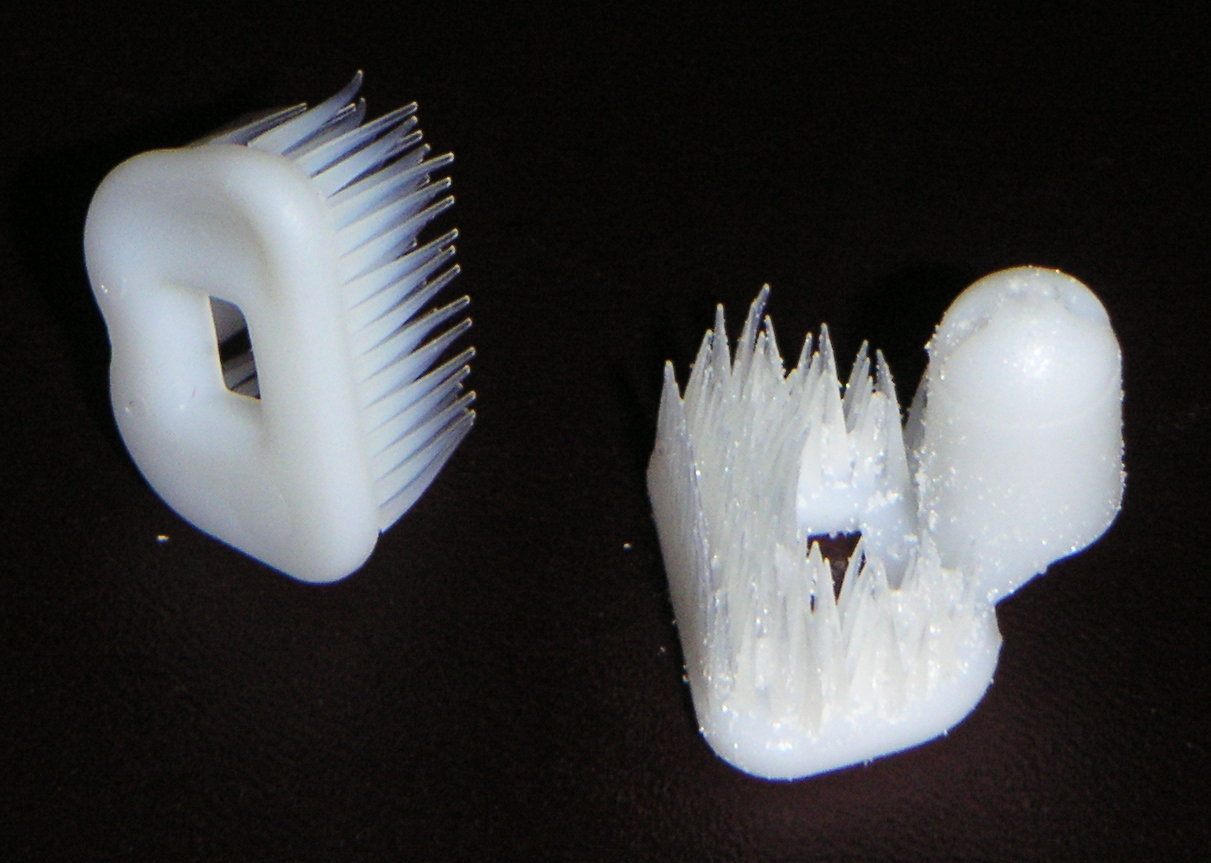
씹는 칫솔

씹는 칫솔은 조그만 플라스틱으로 만들어진 물이 필요없는 칫솔이다. 매우 작으나 삼키면 안된다. 다양한 맛으로 판매되고 있으며 사용 후 버려야 한다.